# Nyikolaj Alekszandrovics Dobroljubov
Nyikolaj Alekszandrovics Dobroljubov (Николай Александрович Добролюбов) orosz iró, gondolkodó, kritikus; „forradalmi demokrata”.
Papi szemináriumban tanult Szentpéterváron a Nyizsnyij Novgorod-i pedagógiai intézetben (Нижегородская духовная семинария). A Szovremennyik (Современник) c. folyóirat munkatársa lett. Kritikus, szabad szellemű publicista, orosz sajtó egyik kiemelkedő egyénisége volt. Különösen fontos munkája Csernisevszkij-életrajza, ami a Szovremennyik 1862. évfolyamában jelent meg. Műveit röviddel halála után négy kötetben adták ki.
Tuberkulózisban halt meg 25 évesen.

## Élete

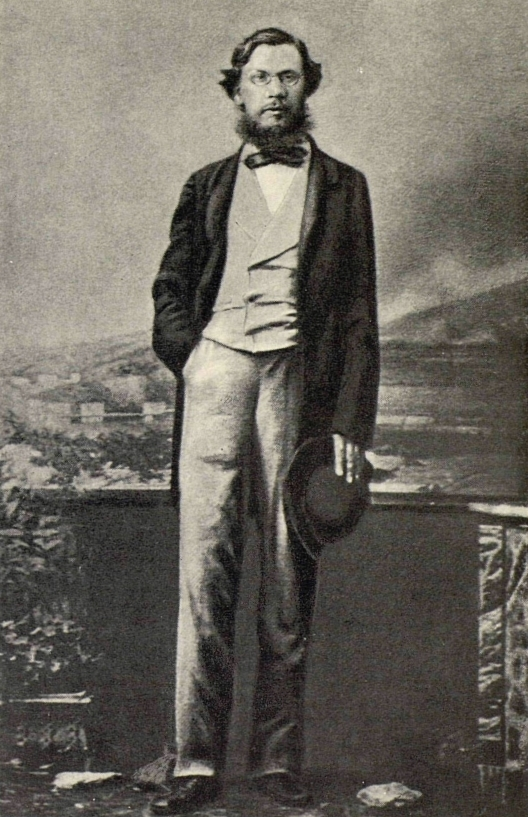
1861-ben

## Művei
- Mi az oblomovizmus? (Что такое Обломовщина?) – 1859
- Mikor jön el az igazi nap? (Когда же придёт настоящий день?) – 1860
- Fénysugár a Sötétség birodalmában (Луч света в темном царстве) – 1860

## Magyarul
- Orosz realizmus. Goncsárov, Turgenyev, Osztrovszkij; ford. Lukács Jánosi Gertrúd, bev. Lukács György; Szikra, Bp., 1948 (Tudomány és haladás)
- Három tanulmány / Fénysugár a sötétség birodalmában / Mikor jön el az igazi nap? / Mi az oblomovság?; ford. Lukácsné Jánossy Gertrud, utószó Lukács György, jegyz. Szabó Mária; Magyar Helikon–Európa, Bp., 1972